# Instaphoogte

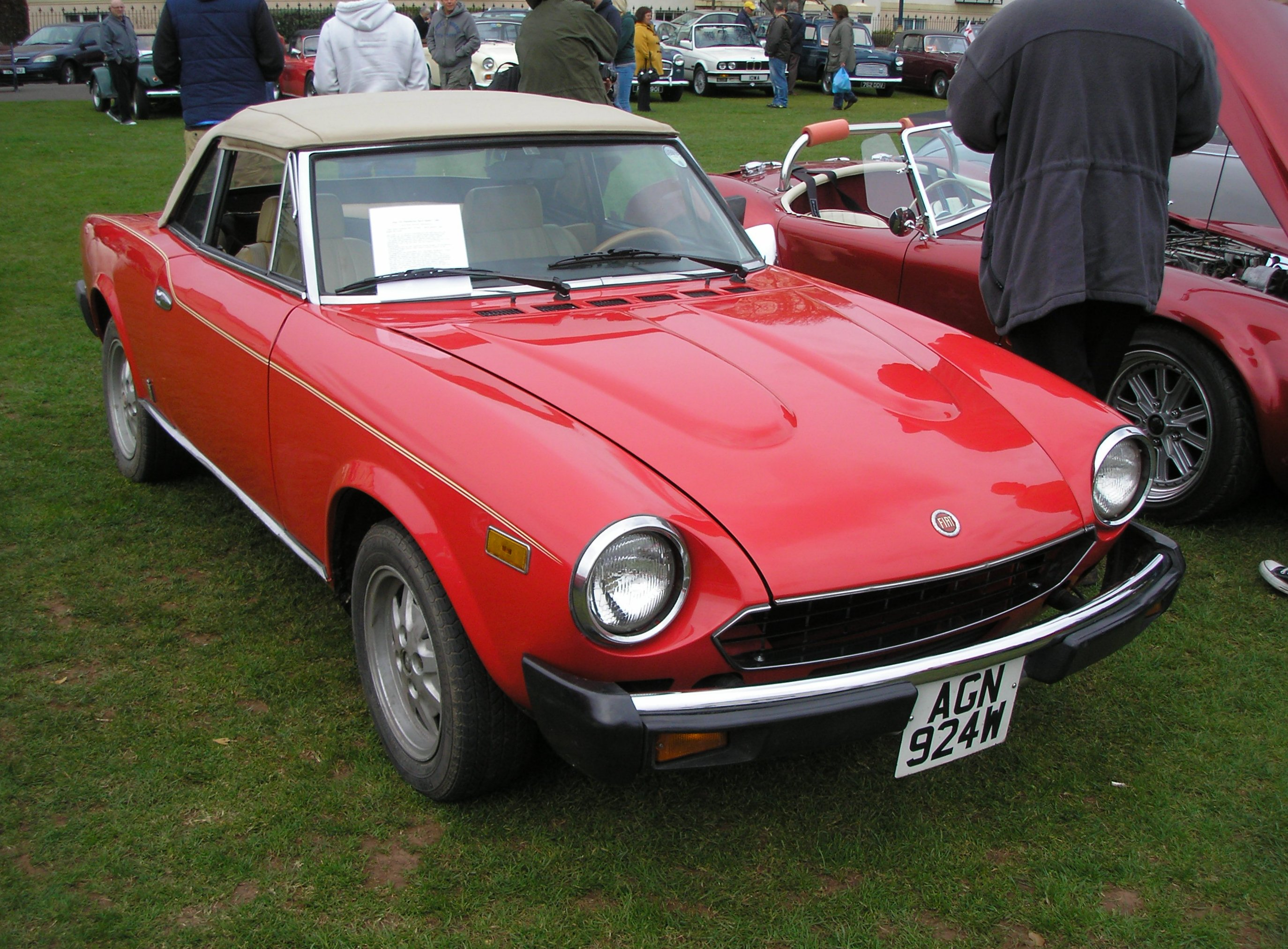
Sportauto’s hebben een lage instap.

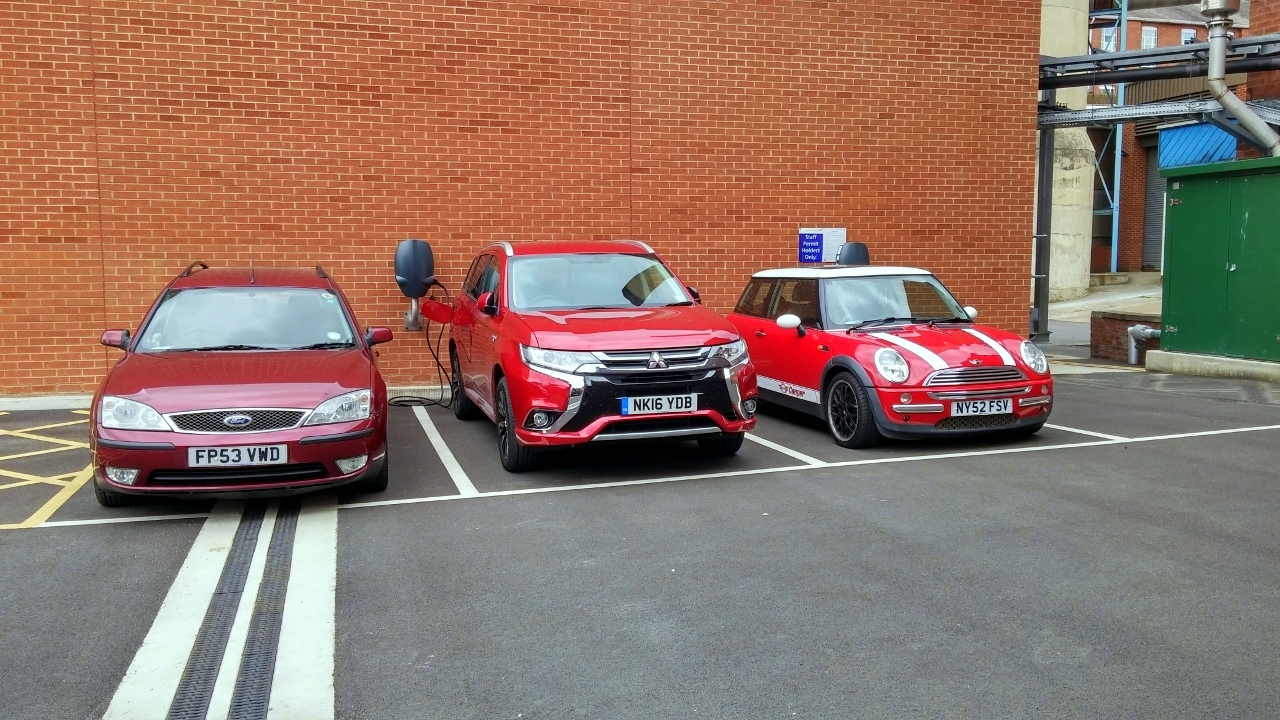
Auto’s met een standaard instap en in het midden een (compacte) SUV met hoge instap.

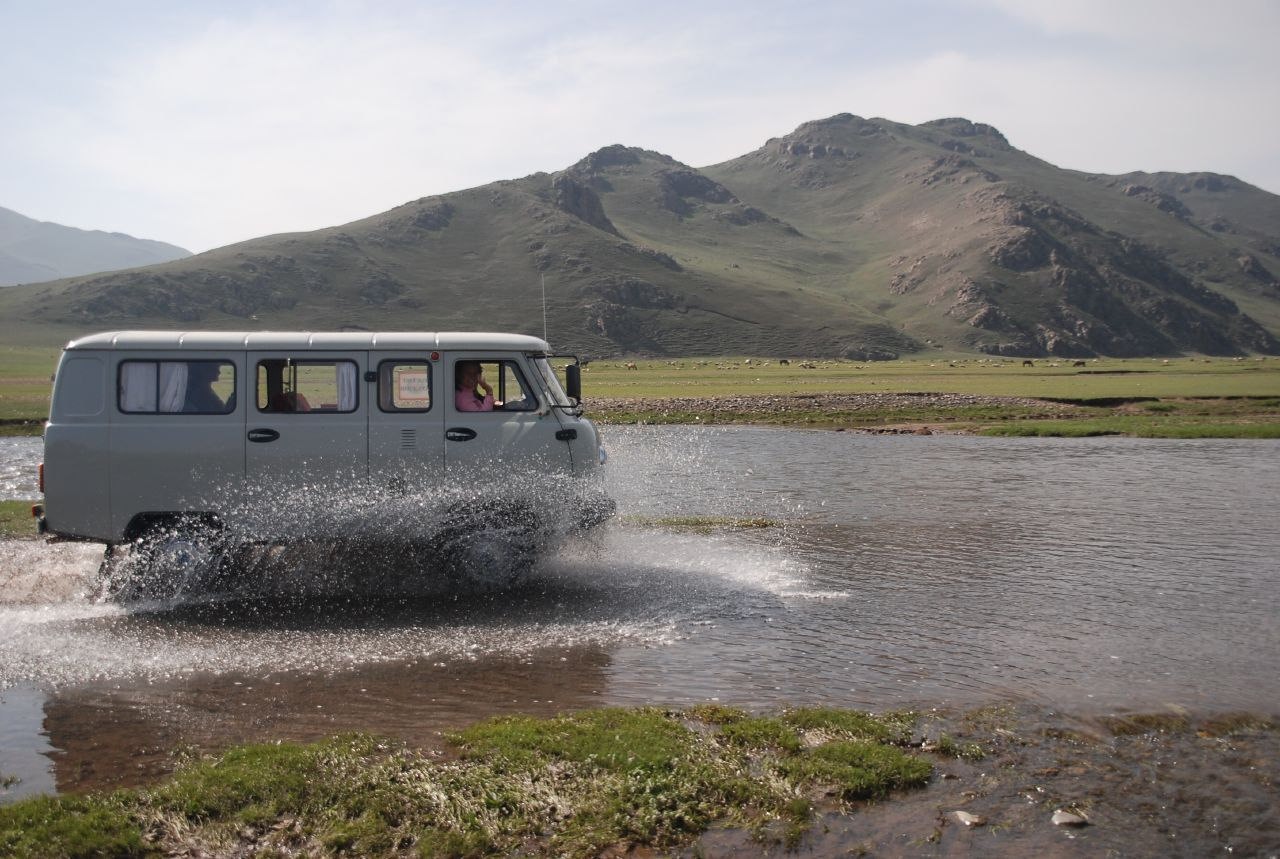
Terreinauto’s hebben een extra hoge instap.

Met instaphoogte wordt bij personenauto’s bedoeld de afstand van het wegdek tot de bovenkant van de zitting van de bestuurdersstoel.
- Lage instap - Sportauto’s hebben doorgaans een lage instap van minder dan 45 centimeter. Eenmaal in de stoel plaatsgenomen zullen de benen zich nog iets onder dan wel op ongeveer gelijke hoogte bevinden als het zitvlak.
- Standaard instap - Bij veel personen was standaard hoogte voor het instappen ongeveer 50 centimeter.
- Hoge instap - Hiermee wordt een ongeveer 10 centimeter hogere instap dan de standaard instap bedoeld. De meeste mensen hoeven dan minder door de knieën gegaan en te bukken. Men kan dan gemakkelijker plaatsnemen in het voertuig. Vooral oudere mensen, mensen met rugklachten en voor langere mensen is een hoge instap een optie.

Met de komst van de MPV en SUV in de jaren ‘90 van de vorige eeuw lijken personenauto’s met een 10 centimeter of meer hogere instap, een nieuwe standaard norm te zijn geworden. Overigens zijn auto’s met een hogere instap niet per definitie groter dan auto’s met een standaard instap.
- Extra hoge instap - Personenauto’s zoals terreinwagens en (personen)busjes hebben een nog hogere instap van 70 of 80 centimeter. Bij deze auto’s is dan dikwijls een opstapje aanwezig.